# Parnassius acco
Parnassius acco är en fjärilsart som beskrevs av Gray 1853. Parnassius acco ingår i släktet Parnassius och familjen riddarfjärilar. Inga underarter finns listade i Catalogue of Life.

## Bildgalleri

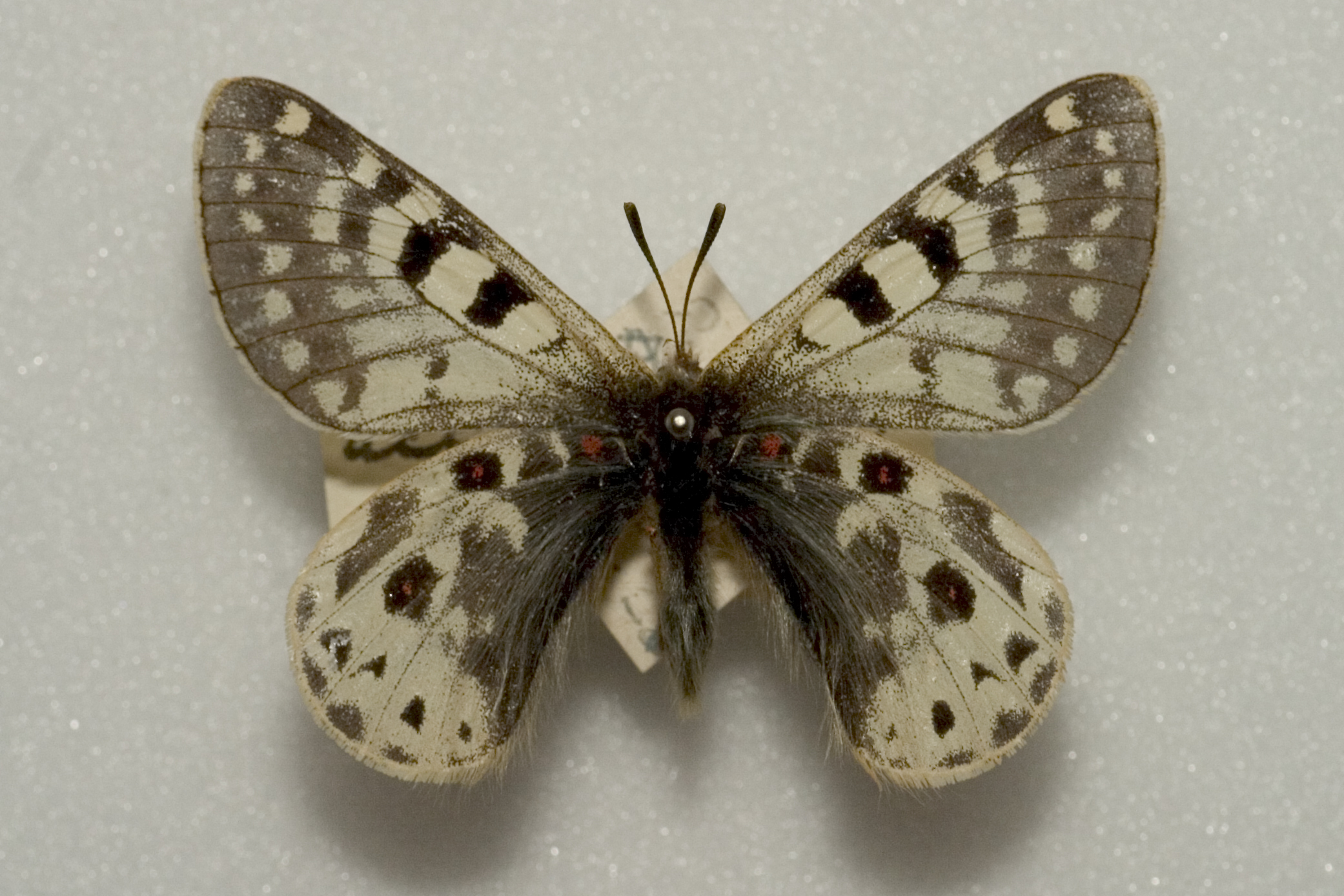